# Nehi (Wesir, 20. Dynastie)
Nehi war ein altägyptischer Wesir der 20. Dynastie, der unter dem König (Pharao) Ramses VI. amtierte. Bei dem Wesir handelte es sich um das höchste Staatsamt im Alten Ägypten nach dem König. Im Neuen Reich war dieses Amt oft geteilt. Es gab einen Amtsinhaber in Unterägypten und einen weiteren in Oberägypten.
Nehi ist nur von drei Objekten bekannt. Seine Amtszeit war also wahrscheinlich nicht sehr lang. Die Reste einer Statue fanden sich in Deir el-Medine. Weiter wird Nehi auf einem Reliefblock aus Deir el-Bahari genannt, auf dem auch der Name von Ramses VI. erscheint. Der Block ist heute verschollen und nur durch eine alte Abschrift bekannt. Eine weitere Statue des Wesirs stammt aus Armant. Wegen der Fundorte dieser Objekte war Nehi sicherlich ein oberägyptischer Wesir. Die Statuen sind von einigen Ägyptologen in die 19. Dynastie datiert worden und gehören demnach einem anderen Wesir mit dem Namen Nehi.

## Vergleiche
- Nehi